# Igualeja
Igualeja er en by og kommune i det sydlige Spanien i provinsen Málaga. Den har et indbyggertal på 774 (2024) indbyggere.